# Biološko ratovanje
Biološko ratovanje je naziv za korištenje bakterija, virusa ili drugih organizama koji izazivaju bolesti te drugih toksina koji se mogu naći u prirodi kao oružja u ratu. Biološko ratovanje može za cilj imati ubiti, onesposobiti ili ozbiljno narušiti borbene sposobnosti neprijatelja. Pod tim se podrazumijevaju i mjere obrane od takvih aktivnosti.

## Zabrana biološkog oružja
Proizvodnja i skladištenje biološkog oružja je zabranjeno 1972. godine temeljem Konvencije o biološkom oružju koju je potpisalo preko 100 država.  Konvencija je još uvijek na snazi. Kao razlog za postizanje sporazuma navodi se nastojanje da se izbjegnu strahovite posljedice uspješnog biološkog napada koje bi mogle uzrokovati smrt milijuna ljudi. Također bi moglo doći do poremećaja ili nestanka cijelih društava i ekonomija. Zanimljivo je da konvencija zabranjuje proizvodnju i skladištenje, ali ne i korištenje biološkog oružja. Većina vojnih analitičara vjeruje da je malo vjerojatno da će se ta oružja koristiti, osim u slučajevima bioterorizma. Mnoge države provode istraživanja "obrambenog biološkog ratovanja" (obrambene ili zaštitne mjere) koja nisu zabranjena Konvencijom.

## Nedostaci
Glavni problem u vojnoj primjeni biološkog oružja na taktičkoj razini je u tome što bi mu trebali dani da pokaže neke efekte te, za razliku od nuklearnog ili kemijskog napada, ne bi bio u stanju zaustaviti ili uništiti neprijateljske snage. Biološko ratovanje je problematično i na strateškoj razini jer je teško zaustaviti širenje efekata tog napada, bilo na saveznike ili na samog napadača.